# Palača Venaria
Palača Venaria (italijansko: Reggia di Venaria Reale) je nekdanja kraljeva rezidenca, ki se nahaja v Venaria Reale, v bližini Torina, v Piemontu, v severni Italiji. To je ena od rezidenc v kraljeve družine Savojcev, vključenih v Unescovo dediščino seznam leta 1997. 
Palača je bila zgrajena pred 1675, delo arhitekta Amedeo di Castellamonteja, ki ga je naročil vojvoda Karel Emanuel II., za potrebe svojih lovskih pohodov v gorovje severno od Torina. Samo ime izhaja iz latinščine, Venatio Regia pomeni 'kraljevi lov'.

## Zgodovina
Karla Emanuela je navdihnil primer gradu Mirafiori, ki ga je zgradil vojvoda Karel Emanuel I. za svojo ženo Katarino Mihelo Špansko. Kupil dve majhni vasi Altessano Superiore in Altessano Inferiore od milanske družine Birago, ki je tu nasadil velik kompleks rastlin. Kraj je je preimenoval v Venaria skladno z njegovo bodočo funkcijo kot izhodišče za lov.
Zasnova je bila naročena arhitektoma Amedeu di Castellemonteju in Michelangelu Garovi. Načrtu priloženo kraj je simbolizirala ovratnica s simbolom reda Svetega oznanjenja, dinastičnega reda, ki so ga ustanovili Savojci. Leta 1675 sta bila kraj in palača skoraj končana, vključno s tako imenovano Reggia di Diana (Dianino kraljevo rezidenco), v središču kompleksa. Vendar so se dela nadaljevala do naslednjega stoletja, ko so leta 1693 francoske čete uničile nekatere zgradbe in je vojvoda (bodoči kralj) Viktor Amadej II. moral prebivališče spremeniti glede na francoski kânon.
Dodatne škoda je bila povzročena med obleganjem Torina (1706), ko so francoske čete pod poveljstvom Louis d'Beauvais de La Feuillade tam začasno prebivale. Po zmagi Savojcev, je Viktor Amadej imenoval  Filippa Juvarro za vodjo gradnje. v času vladavine Karla Emanuel III., je njegova tretja žena tukaj umrla na porodu. Struktura je bila kasneje redko uporabljena.
V času Napoleonove dominacije, so strukture spremenili v vojašnico in vrtove uničili ter ustvarili vojaški poligon. Kompleks je ohranil to vlogo tudi po padcu Napoleona in ga je uporabljala italijanska vojska do leta 1978, ko je bil prodan Ministrstvu za kulturo. Začela so se obnovitvena dela, in večina kompleksa je bila odprta za javnost 13. oktobra 2007.

## Palača
Stolp z uro predstavlja vhod na dvorišče in s tem na kompleks palače. Sredi Cour d'honneur ("častno dvorišče") je nekoč stal vodnjak z jelenom, ki ga je zamenjala okrogla fontana. Glavni fasadi, prekriti v 17. stoletju z ometom in prikazuje Rog obilja, školjke in sadje, je bil v 18. stoletju priključen na desni strani del iz opeke. Iz obdobja Michelangela Garove (1669-1713) sta dva stolpa prekrita z večbarvnimi peterokotnimi keramičnimi ploščicami, ki sta združena z veliko galerijo, znano iz 20. stoletja, kot Galleria di Diana ali Galleria Grande.
Dianin grad je bil razširjen v 18. stoletju. Osrednji del je Dianina dvorana (Sala di Diana), ki se odpira na obe strani kompleksa. Okrašena je s številnimi štukaturami in alegorijami, strop je okrašen s freskami flamskega slikarja Jana Miela, na stenah so slike knezov in drugi plemičev na konju in različni lovski prizori. Okoliške sobe so bile v 18. stoletju zasebne sobe vojvod. Danes služi kot galerija. Nekatere sobe so obnovili v slogu časa.
Velika galerija (Galleria Grande), ki jo je začel Michelangelo Garove in zaključil Filippo Juvarra, zavzema južno krilo. Dobro osvetljena, okrašena s štukaturnimi okraski je prostor, ki je dolg 80 m, širok 12 m in 15 visok. Od tal skoraj do zgornje police segajo obokana okna, nad njimi so majhna okrogla okna. To ustvarja poseben, posreden svetlobni učinek.
Od Velike galerije dalje je soba opremljena s sliko Torre del Belvedere in skupino marmornih kipov. Vzdolž Velikega parterja vodi južna galerija od koder se odcepi pot za kapelo sv. Huberta.
Kapela posvečena svetemu Hubertu, zavetniku lovcev je bila zgrajena na zahtevo Viktorja Amedea II. med 1716-1729, delo Juvarre na tlorisu grškega križa. Določitev kot kapela je nekoliko zavajajoča, saj ima mere cerkve. Glavni oltar in štirje kipi Velikih očetov so delo Giovanni Baratta. Cerkev ima namesto kupole le relativno nepomembno krožno streho. V notranjosti je streha poslikana s trompe l'oeil, ki daje vtis kupole, vključno z laterno.
Velika Scuderie Juvarriane zgradba, ki dopolnjuje palačni kompleks na jugu, je Juvarra med letoma 1722-1727 izdelal kot orangerijo in je zgrajena kot veliki hlevi (Scuderia Grande). Orangerija je 140 m dolga in 15 m široka dvorana s sodčkasto streho, katere okna so usmerjene na jug. Os stavbe je zunaj Velikega parterja s strani Allea Reale, ki vodi med rožnim vrtom do konca grajskega parka.
H gradu sodita še dve veliki dvorišči, Cortile delle Carozze in Cortile dell'Abbeveratoio.

## Vrtovi
Prvotni vrtovi rezidence so zdaj popolnoma izginili, saj so jih francoski vojaki uničili zaradi usposabljanja. Starejše risbe kažejo italijanski vrt s tremi terasami, povezane z izdelanimi stopnišči in arhitekturnimi značilnostmi, kot so stolp z uro na prvem dvorišču, Herkulesov vodnjak, gledališče in parterji.
Novejša dela so poustvarila park v modernem slogu, kažejo sodobna dela Giuseppeja Penoneja, vključno z lažno 12 m visoko cedro, ohišje termičnih izpustov palače.

## Cerkev sv. Huberta in drugi dodatki 18. stoletja
Po smrti Garove (1713) je Juvarra zgradil Veliko galerijo in cerkev, posvečeno sv. Hubertu, zavetniku lovcev (1716-1729). Cerkev je strogo vključena v strukturo palače, tako da je bilo nemogoče zgraditi kupolo: nadomestila jo je stropna poslikava trompe-l'oeil.
Druga dela iz obdobja Juvarre so hlevi, in oranžerija (1722-1728) in obnova fasade v francoskem slogu.
Zadnje zgradbe so iz sredine 18. in začetka 19. stoletja (hlevi, šola jahanja, stopnice v Reggia di Diana, Galerija sv. Huberta); pozneje je bil grad opuščen v korist Palazzina di Caccia di Stupinigi (1729), ki je bila takrat bolj uglašena z okusom evropskih dvorov.
- Pogled na palačo.
- Cekev sv. Huberta
- Naslikana kupola